# Titgemeyer
Koordinaten: 52° 15′ 33″ N, 8° 5′ 16,9″ O
Titgemeyer Gruppe (Titgemeyer GmbH & Co. KG, Osnabrück) ist eine international tätige Unternehmensgruppe in der Produktion und im Großhandel für den gesamten Bereich der Nutzfahrzeug-Herstellung.

## Unternehmen
Titgemeyer ist eine international tätige Unternehmensgruppe in der Produktion und im Großhandel für die Bereiche Befestigungstechnik und Fahrzeugbauteile. Derzeit sind über 500 Mitarbeiter an insgesamt 12 Standorten beschäftigt.
Der Firmenhauptsitz mit Zentrallager befindet sich in Osnabrück. Zur Titgemeyer Gruppe gehören folgende Tochtergesellschaften:
Vertriebsgesellschaften
- Titgemeyer Austria GmbH
- Titgemeyer CZ spol. s r.o.
- Titgemeyer Skandinavien A/S
- Titgemeyer Polska Sp. zo.o.
- Titgemeyer (U.K.) Limited

Fertigungsgesellschaften
- Titgemeyer Tools & Automation spol. s.r.o.
- Rieko GmbH
- Cirteq Limited

### Produkte
Das Programmangebot umfasst Verarbeitungswerkzeuge, die Blindniettechnik und Systeme der Schnellmontage.
Zum Geschäftsbereich der Fahrzeugbauteile gehört die Fertigung von Bausatz-, und Pritschensystemen sowie die vorgefertigten Karosseriebauteile einschließlich Ladungssicherung. Zum Produktbereich der Fahrgestelltechnik gehört die Herstellung der Dicht- und Klebstofftechnik.

## Geschichte
Am 1. April 1901 gründeten Adolf und Fritz Titgemeyer in der Stadt Melle bei Osnabrück, Am Markt 8, ein Großhandelsgeschäft, um Bedarfsartikel und Werkzeuge für den Wagenbau und Schmieden zu vertreiben. Der damalige Nutzfahrzeugbau wurde noch von Wagenbauern, Schmieden und von Stellmachern bewerkstelligt, die zu den ersten Kunden gehörten, die belieferte wurden. Von Melle wurden die Gebiete Oldenburg, Emsland, Bremen, Hannover und das Lipperland beliefert.
Am 1. Oktober 1908 siedelte das Unternehmen nach Osnabrück an den Kamp 70 und nannte sich „Gebr. Titgemeyer Osnabrück“. Bald wurden die Räumlichkeiten zu klein und man siedelte zur Seminarstraße 33, wo sich vorher ein ehemaliger Adelshof des Freiherrn von Hammerstein zu Lobsten befand. Es entstand ein großes Geschäfts- und Wohnhaus sowie ein mehrstöckiges Lagerhaus, in welches dann am 1. Oktober 1911 der Umzug erfolgte. Um die Kunden zu besuchen, mussten die Vertreter damals beschwerliche Reisen auf sich nehmen, was mit Kutsche, Eisenbahn und auch dem Fahrrad bewerkstelligt wurde. In der Zeit vor dem Ersten Weltkrieg wurde es mit dem Auto bequemer, die Kunden zu besuchen und der Fahrzeugbau nahm Aufschwung. Während des Krieges wurden beide Inhaber eingezogen und ein Prokurist, der für den Wehrdienst untauglich war, wurde eingestellt. Die beiden Inhaber kamen unversehrt aus dem Krieg zurück; Fritz Titgemeyer schied aus dem Betrieb aus. Der Name Gebr. Titgemeyer wurde beibehalten.
In den 1920er und 1930er Jahren entstanden immer mehr Fahrzeug- und Karosseriebauer, die als Kunden hinzugewonnen wurden. Die Produktpalette der Artikel im Karosserie- und Anhängerbau wurde nun verstärkt vertrieben. Nach einem kleinen Aufschwung kam wieder eine schwere Zeit infolge der Weltwirtschaftskrise.
Mit der kontinuierlich fortschreitenden Motorisierung erweiterte das veränderte und erweiterte Sortiment trotz Inflation den Kundenkreis. Schwere Anhängerachsen, Kupplungen, Stahl- und Alu-Profile, Kotflügel und andere Fahrzeugteile ergänzten für den Nutzfahrzeugbau das Angebot. Das Gebiet Süddeutschland wurde nun für die Betreuung der Nutzfahrzeugbauer aufgenommen und eigene Kataloge wurden vertrieben. Ab 1935 spezialisierte sich das Unternehmen auch auf die Werkzeugherstellung. Die Firma AGIL, Berlin, wurde übernommen, die Schweißtransformatoren herstellte. Es wurden dort auch ummantelte Elektroden für das Elektroschweißen hergestellt, die nun im gesamten Deutschen Reich vertrieben wurden. Für die Nutzfahrzeugbauer wurden von Titgemeyer auch Schweißkurse durchgeführt oder organisiert. 1938 wurde erstmals ein Jahresumsatz von 1 Mio. Mark überschritten. Grundstücke an der Seminarstraße und Rosenstraße wurden hinzugekauft, so dass neue Gebäude gebaut werden konnten. Es folgte während des Kriegs eine schwere Zeit und beide Söhne wurden eingezogen, die gerade in der Firma tätig geworden waren.
Bei einem Bombenangriff auf Osnabrück wurde am 26. September 1944 das Geschäfts- und Bürohaus völlig zerstört. Das Ehepaar Titgemeyer sowie viele Mitarbeiter kamen dabei ums Leben. Der Autobauer Wilhelm Karmann half unterstützend, um den führungslosen Großhandel von Titgemeyer aufrechtzuerhalten. Der Großhandelsbetrieb wurde nach Bad Rothenfelde ausgelagert, als die Brüder Ernst-Adolf und Walter Titgemeyer Fronturlaub hatten.
Nach 1945 wurde die Firma durch die Schwester der Gebrüder Titgemeyer wieder nach Osnabrück verlagert und in angemieteten Baracken wurde der Betrieb behelfsmäßig wieder aufgenommen. Der Wiederaufbau erfolgte erst sehr langsam und im Sommer kamen die Brüder Titgemeyer kriegsbeschädigt wieder nach Hause. 1948 wurde der erste Bauabschnitt vom Lagerhaus und vom Bürogebäude fertiggestellt, so dass schon wieder 31 Mitarbeiter beschäftigt wurden. Neue Produktkataloge wurden im Jahr 1949 für den Nutzfahrzeugbau fertiggestellt und die Lemmerz-Räder wurden im Emsland sowie später in Deutschland über Titgemeyer vertrieben.

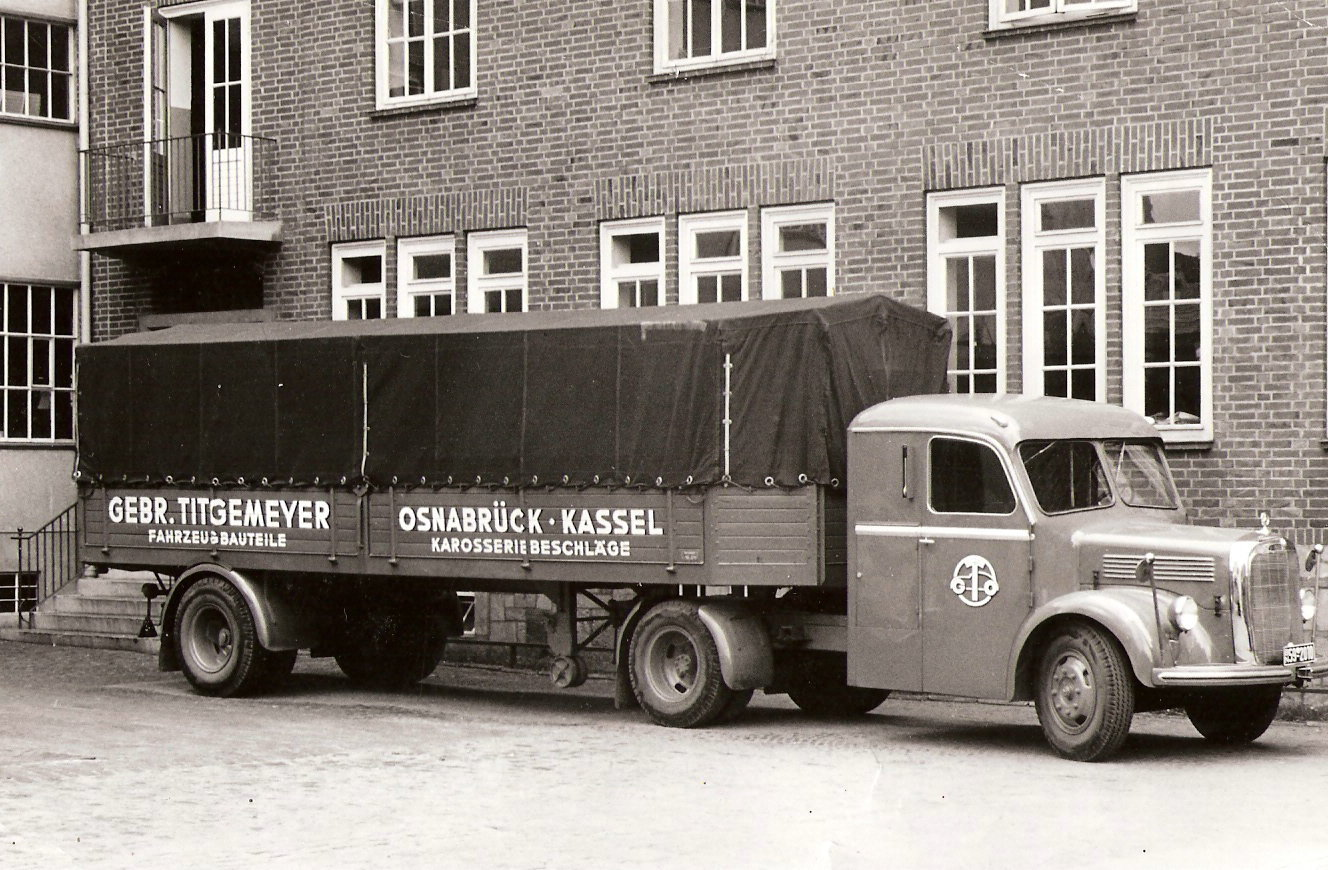
Mercedes-Benz LKW (Werkverkehr)

Bis in die 1950er Jahre lag der Unternehmensschwerpunkt auf der Fertigung von Fahrzeugbauteilen. Titgemeyer stellte 1951 auf der ersten IAA nach dem Krieg seine große Produkt- und Zulieferteile für den Nutzfahrzeugbau aus. Danach wurde der erfolgreiche POP-Blindniet eingeführt und bewirkte eine gute Grundlage für einen eigenen Geschäftsbereich in der Befestigungstechnik, wo 1954 der Alleinvertrieb in ganz Deutschland bewerkstelligt wurde. Dieser Niet war zunächst ausschließlich für die Befestigung von Karosserieblechen und wurde im Nutzfahrzeugbau eine große Erleichterung. Auch dem Omnibusbau konnte unterstützend geholfen werden, wobei bis einschließlich der Polster und Sitzgestelle alles geliefert wurde. Im Export wurde derzeit nach Norwegen, Niederlande, Luxemburg, Schweiz, Griechenland, Türkei und Brasilien geliefert. Neu wurde die Zusammenarbeit mit den Stahlwalzwerken, wo nun der gesamte Stahl für den Nutzfahrzeugbau an die einzelnen Hersteller geliefert wurden. 1953 wurde in Kassel eine Niederlassung eröffnet. Derzeit wurden die Gebäude erheblich erweitert, so dass auch sehr viel Langmaterial und Aluminiumprofile gelagert werden konnten.
Eine eigene Kunststoff- und Verarbeitungs-Gesellschaft (MKG) wurde 1960 in Münster gegründet und anschließend nach Lotte bei Osnabrück verlegt. Eine neue Fabrik wurde dort gebaut, um Bauteile für die Nutzfahrzeugbauer vorzufertigen und das GETAL (GETOVAN) Programm wurde 1961 entwickelt. Insgesamt wurde derzeit ein Umsatz von 15 Mio. und 1976 insg. 50 Mio. Mark getätigt. 1962 mussten in Osnabrück noch andere Gebäude als Lager angepachtet werden. Derzeit wurden auch die ersten IBM Büromaschinen angeschafft, um die Arbeit zu erleichtern und ebenso wurde eine Unterstützungskasse eingerichtet. In den folgenden Jahren wurden einige neue Außenlager eingerichtet, von dem dann im Nahbereich mit eigenen Fahrzeugen die Versorgung der Nutzfahrzeugbauer besser bewerkstelligt wurde. Die gesamten Außenlager sowie der Großteil der Abholung des Materials bzw. Produkte wurde und wird immer noch von eigenen LKW getätigt. In Österreich wurde in Wien 1964 ein Tochterunternehmen gegründet. Für Befestigungstechnik wurde 1972 eine eigene Gesellschaft gegründet. Im Jahr 1979 wurde in Dänemark ein Tochter-Unternehmen von Titgemeyer in Kopenhagen gegründet. Im selben Jahr wurde das neue Großlager in Osnabrück-Fledder an der Hannoversche Straße bezogen, wo auch ein Gleisanschluss vorhanden war.
1980 starb Ernst-Adolf Titgemeyer und der Sohn Gerd-Christian Titgemeyer übernahm die Geschäftsführung.

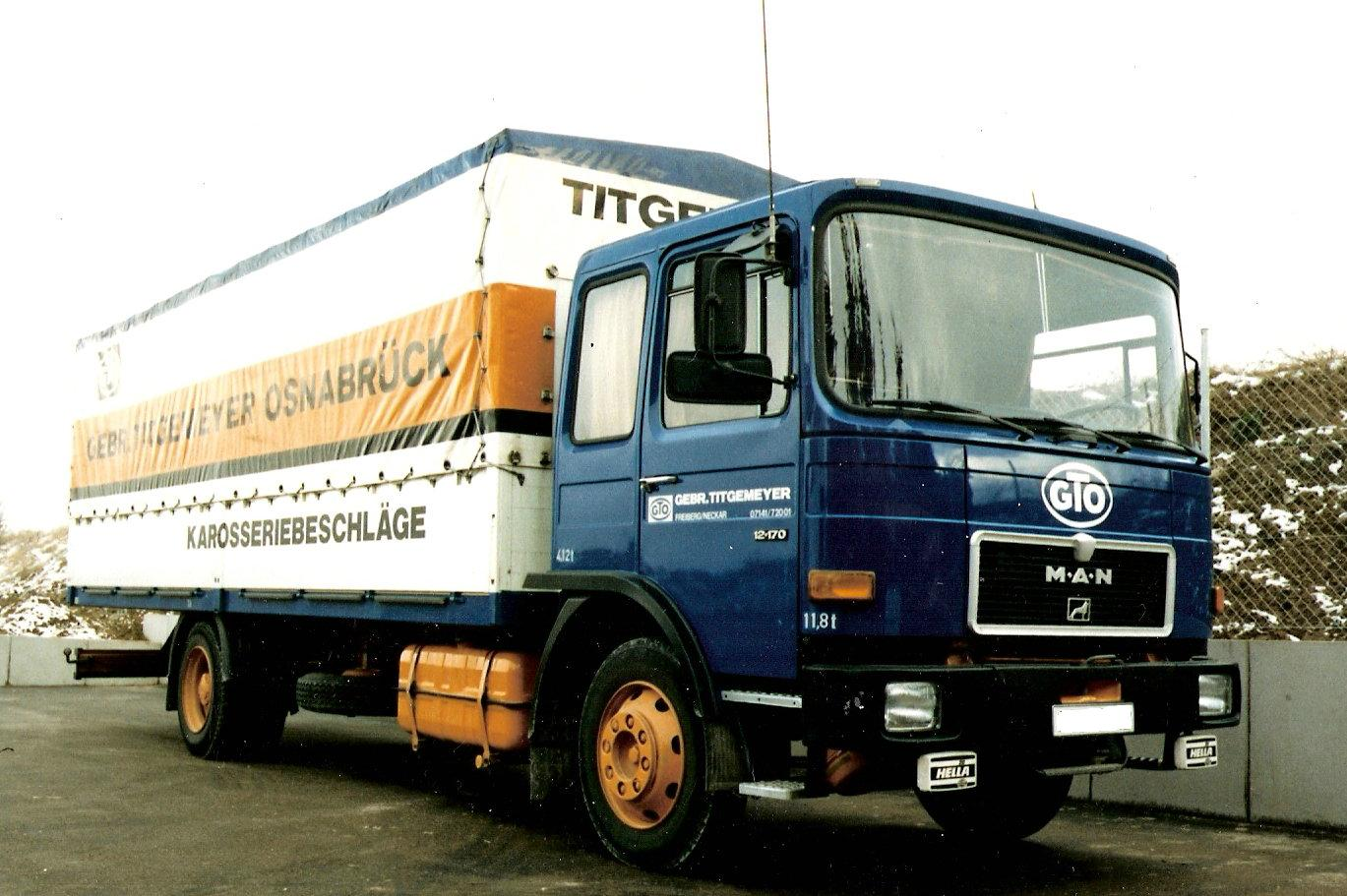
MAN LKW (Werkverkehr)

Im Januar 1986 wurden die Restbestände des alten Lagers von der Seminarstraße ins Lager Osnabrück-Fledder gebracht. Walter Titgemeyer übergab 1987 seinem Sohn Manfred Titgemeyer die Geschäftsführung. 1990 wurde das große, neu gebaute Verwaltungsgebäude im Fledder bezogen und schon am 3. Oktober 1990 der erste Außendienstmitarbeiter für die Neuen Bundesländer eingestellt. Ein neues Gebäude konnte auf der Niederlassung Helmstedt bezogen werden und ebenfalls 1994 eines in Neuruppin.
Ernst-Adolf Titgemeyer wurde 1973 und der Bruder Walter Titgemeyer im Jahr 1987 mit dem Bundesverdienstkreuz ausgezeichnet.